# Топкодер
Топкодер је компанија која одржава такмичење у области Такмичарског програмирања. Топкодер одржава такмичења позната као СРМ или "меч из једне руне" као и такмичења из графике и дизајна која се одржавају сваке седмице. Сви радови и такмичења у области дизајна су лиценцирана од Топкодера. Од јула 2008. године било је више од 160.000 корисника, од којих је 28.000 учествовало бар једном у неком од такмичења.

## Историја компаније
Оснивач компаније је Џек Хугес.
У септембру 2013. године, Топкодеr компанију је откупио Апиријо.

## Бизнис
Топкодер продаје софтверске лиценсе компонената и делова програма које су измишљене током неких од такмичења ,они су такође и Аутсорс центар, где омогућавају великим компанијама да предложе неке проблеме из њихове индуструје где би се они решавали током такмичења. Такмичари који би учествовали на неким од ових такмичења би добили новчану награду. 
Програм или изворни код који такмичар створи током такмичења није увек користан, али неке од водећих компанија нуде новчане награде за учествовање. Статистике (као и целокупан рејтинг такмичара) се прате свакодневно од стране регрутера и компанија.

## Типова такмичења
- Алгоритми (такмичење које траје 2 сата): Такмичарима је задато (обично три) алгоритамска проблема и имају 2 сата да реше онолико задатака колико могу. Топкодер је почео са организовањем алгоритамских задатака од почетка 2001.[тражи се извор]
- Софтвер дизајн (такмичење траје једну седмицу): Топкодер орзанигује такмичење из графичког дизајна где такмичари покушавају да направе компоненте и апликације које би биле потребне некој индустрији, или за неку компанију која је започела такмичење само због тога. Такмичарима је задат скуп захтева где они покушавају да их претворе у реалну апликацију. Њихов рад се оцењује на основу њиховог изгледа апликације као и њене ефикасности.[тражи се извор]
- Развој (такмичење траје до седам дана): Такмичарима је додељен изглед апликације где они покушавају да направе компоненте на основу задате спецификације. Ове компоненте се оцењују на основу функционалности и стила кодирања.[тражи се извор]
- Маратони (такмичење траје до 2 седмице): Такмичарима је задатак тежак алгоритамски задатак. Бодује се на основу ефикасности решења.[тражи се извор]
- Студио (графички дизајн): Од такмичара се захтева да покажу свој креативни стил у такмичарском окружењу.[тражи се извор]
- Архитектура асемблера Топ кодер је направио такмичење из асемблера као екстензију од развојних такмичења. Кроз ова такмичења, такмичари праве апликације високог квалитета где користе већ готове компоненте.[тражи се извор]
- Решавање багова Тимови великих пројеката, клијенти и такмичари могу да приложе неке од багова што проналазе у њиховом софтверу. Топкодер ће проследити ове багове осталим такмичарима и члановима Топкодера. Сви багови ће бити постављени на одговарајућу страницу на сајту.[тражи се извор]

## Награде
Топкодер сваке седмице нуди новчане награде кодерима који су завршили на високој позицији током такмичења или мечевима из једне рунде (СРМ). На почетку, новчане награде су биле додељене једном до два пута годишње победницима или финалистима Топкодер студентског такмичења (ТКСС, који се одржава у пролеће) и ТопкодерОпен (где обично учествују изабрани такмичари,одржава се при крају године). Од почетка јула 2005. године, неки од седмичних СРМ такмичења су почели да добијају новчане награде, разлог тога је што су се велике компаније придружиле овом пројекту, Гугл и Јаху. Иначе, од почетка августа 2008. године Топкодер је почео да даје новчане награде свим осталим такмичењима на њиховој платформи.

## Стастистике
До 3. маја, 2016. године Топкодер је имао више од 997.507 регистрованих чланова.

## Рејтинг
Топкодер такође нуди могућност рангирања такмичара где одвајају најбоље програмере у зависности од њихових успеха на такмичењима.Систем дели учеснике по следећим категоријама
| Боја   | Рејтинг                                 |  |
| ------ | --------------------------------------- |  |
| бела   | корисник није учествовао на такмичењима |  |
| сива   | мање од 900 бодова                      |  |
| зелена | од 900 до 1100 бодова                   |  |
| плава  | од 1200 до 1499 бодова                  |  |
| жута   | од 1500 до 2199 бодова                  |  |
| црвена | 2200 бодова или више                    |  |
| Лидери | 3000 бодова или више                    |  |

Сви такмичари који имају мање од 1200 бодова се такмиче у другој лиги док се остали такмиче у првој.